# Nissan X-Trail
Nissan X-Trail este un SUV crossover compact (segmentul C) fabricat de producătorul de automobile japonez Nissan din 2000.
În aprilie 2022, Nissan a lansat, pe piața locală din Japonia, cea de-a patra generație a modelului X-Trail, care va ajunge și în Europa.